# Rodolfo Elías Calles
Rodolfo Elías Calles Chacón (Guaymas, 29 juni 1900 - Houston (Texas), 29 juni 1965) was een Mexicaans politicus. Hij was de zoon van Plutarco Elías Calles, president van Mexico van 1924 tot 1928.
Calles was van 1931 tot 1934 gouverneur van zijn geboortestaat Sonora en van 1934 tot 1935 minister van communicatie. Van 1952 tot 1954 was hij burgemeester van Cajeme.

## Gouverneur van Sonora
Als gouverneur viel hij op door te investeren in de infrastructuur van de staat Sonora.
1. Hij richtte de Banco Agrícola Sonorense op in Ciudad Obregón.
2. Oprichting van het landbouwexperimenteel station in de Yaqui-vallei.
3. Oprichting van het Centro de Investigaciones Agrícolas del Noroeste in de Yaqui-vallei.
4. Hij richtte de Cajeme Agricultural Credit Union op in Ciudad Obregón.
5. De snelweg van Nogales naar Guaymas werd door hem gepromoot en ingehuldigd.
6. Bevorderde de verdrijving van de Chinezen uit de staat.
7. Keurt de kanalisatie en het rechttrekken van de Arroyo Los Nogales goed, een werk dat in 1935 werd voltooid. (In die tijd dacht men dat dit van belang was voor de afvoer van regenwater na fikse buien.)[1]
8. Meerdere scholen gebouwd en verschillende steden verfraaid.

- International Standard Name Identifier: 0000 0000 4225 1044
- Library of Congress Control Number: no96059612
- Virtual International Authority File: 75914343
- WorldCat: E39PBJmtB4HFT3wrW7Q4HDqxXd